# Maria Moșneagu
Maria Moșneagu (* 31. März 1953 in Timișoara als Maria Micșa) ist eine ehemalige rumänische Ruderin.

## Biografie
Maria Moșneagu wurde 1972 Europameisterin mit dem rumänischen Doppelvierer und gewann ein Jahr später EM-Silber in der gleichen Bootsklasse.
Bei den Olympischen Sommerspielen 1976 in Montreal standen erstmals Wettbewerbe im Frauenrudern auf dem Programm. Moșneagu war Teil der rumänischen Crew, die in der Regatta mit dem Doppelvierer antrat. Im Vorlauf belegten die Rumäninnen den zweiten Platz hinter dem Boot aus der Sowjetunion. Mit einem Sieg im Hoffnungslauf qualifizierten sie sich für das Finale. Das Finale gewann das Boot aus der DDR mit zweieinhalb Sekunden Vorsprung vor der sowjetischen Crew, 0,27 Sekunden dahinter erruderte das rumänische Boot mit Maria Moșneagu, Ioana Tudoran, Felicia Afrăsiloaie, Elisabeta Lazăr und Elena Giurcă die Bronzemedaille.
Neben diesen Erfolgen konnte sie zudem bei Weltmeisterschaften eine Silber- und zwei Bronzemedaillen im Doppelvierer sowie eine Silbermedaille im Leichtgewichts-Einer gewinnen. Bei ihrer zweiten Olympiateilnahme in Moskau 1980 belegte sie mit der rumänischen Crew in der Regatta mit dem Doppelvierer den vierten Platz.